# Geizenburger Waschbach
Der Geizenburger Waschbach ist ein linker Zufluss der Ruwer in Rheinland-Pfalz, Deutschland. Er entspringt bei Ollmuth auf 378 Meter über NN und mündet zwischen Ollmuth und Pluwig-Geizenburg auf 238 Meter über NN. Die Länge beträgt 1,51 Kilometer, das Wassereinzugsgebiet hat eine Größe von 1,810 Quadratkilometern.